# Os Matadores
Os Matadores é um filme de drama policial brasileiro de 1997, dirigido por Beto Brant e com roteiro de Fernando Bonassi, Marçal Aquino, Victor Navas e do próprio Brant, baseado em conto homônimo de Aquino. Estrelado por Chico Díaz, Murilo Benício, Wolney de Assis e Maria Padilha, o filme aborda um mistério em torno da morte de um assassino de aluguel que desafia os personagens a desconfiar de todos ao seu redor. O elenco secundário é composto por Stênio Garcia, José Rubens Chachá e Celso Frateschi.

## Sinopse
Em um bar na divisa Brasil-Paraguai, um homem está para ser eliminado. Enquanto esperam o defunto encomendado, dois matadores, Toninho e Alfredão revelam uma história em que é difícil encontrar culpados e inocentes. Presente e passado se misturam em torno da morte de Múcio, o pistoleiro mais competente da região, mostrando que matar ou morrer é uma fronteira fácil de se atravessar. Um chefe, uma bela mulher, um serviço a ser feito. O filme testa os limites da amizade, do medo e da traição. Quem traiu?

## Elenco
- Chico Diaz - Múcio
- Murilo Benício - Toninho
- Maria Padilha - Helena
- Wolney de Assis - Alfredão
- Stênio Garcia - Duão
- Adriano Stuart - Chefe
- José Rubens Chachá - Delegado
- Celso Frateschi

## Produção
Este é o primeiro longa-metragem dirigido por Beto Brant. O roteiro é baseado em um conto homônimo de Marçal Aquino. O filme tem direção de fotografia de Marcelo Durst, direção de arte de Tulé Peake e trilha sonora de André Abujamra. A produção teve um orçamento de cerca de U$ 400.000.

## Lançamento
O filme foi lançado nos cinemas brasileiros em 22 de agosto de 1997 pela Riofilme. Percorreu por festivais internacionais de cinema ganhando maior projeção. No Canadá, foi exibido no Toronto International Film Festival. Na Argentina, participou do Mar del Plata Film Festival. Em 2001 foi exibido na Finlândia no Helsinki International Film Festival. Também participou de festivais brasileiros, como o Festival de Gramado e no Cine PE.

## Recepção

### Resposta crítica
Do Papo de Cinema, Matheus Bonez escreveu: "Pode ser tratado como um thriller policial, mas consegue cavar camadas mais profundas graças ao olhar diferenciado do cineasta. Os Matadores é filme de gente grande e sem vergonha de se orgulhar disso. Ainda bem." Marcelo Coelho, da Folha de S.Paulo, elogiou o filme escrevendo: "Não é um filme brasileiro; é um filme clássico, é um clássico do cinema; qualquer esquimó, qualquer americano, e mesmo Shakespeare entenderiam do que se trata. "Os Matadores" é um filme universal, concretíssimo e grandioso."

### Prêmios e indicações
No Festival de Gramado 1997, o filme foi premiado como melhor direção, cinematografia, montagem e recebeu o prêmio do Júri da Crítica na Competição Brasileira. No Cine PE 1998, Chico Diaz foi premiado como melhor ator. No Brazilian Film Festival of Miami,  foi premiado nas categorias de melhor direção e ator (Chico Diaz).
Wolney de Assis recebeu o Troféu APCA de melhor ator em cinema. No Prêmio Guarani de Cinema Brasileiro de 1998 foi indicado nas categorias de Melhor Direção, Melhor Ator (Chico Diaz), Melhor Atriz Coadjuvante (Maria Padilha) e Melhor Roteiro.
| Ano  | Festival                            | Categoria                            | Nomeações                                                  | Resultado |
| ---- | ----------------------------------- | ------------------------------------ | ---------------------------------------------------------- | --------- |
| 1997 | Festival de Cinema de Gramado       | Melhor Filme (Competição Brasileira) | Melhor Filme (Competição Brasileira)                       | Indicado  |
| 1997 | Festival de Cinema de Gramado       | Melhor Filme, Prêmio da Crítica      | Melhor Filme, Prêmio da Crítica                            | Venceu    |
| 1997 | Festival de Cinema de Gramado       | Melhor Direção                       | Beto Brant                                                 | Venceu    |
| 1997 | Festival de Cinema de Gramado       | Melhor Fotografia                    | Marcelo Durst                                              | Venceu    |
| 1997 | Festival de Cinema de Gramado       | Melhor Montagem                      | Willen Dias                                                | Venceu    |
| 1998 | Troféu APCA                         | Melhor Ator em Cinema                | Wolney de Assis                                            | Venceu    |
| 1998 | Brazilian Film Festival of Miami    | Melhor Direção                       | Beto Brant                                                 | Venceu    |
| 1998 | Brazilian Film Festival of Miami    | Melhor Ator                          | Chico Diaz                                                 | Venceu    |
| 1998 | Prêmio Guarani de Cinema Brasileiro | Melhor Direção                       | Beto Brant                                                 | Indicado  |
| 1998 | Prêmio Guarani de Cinema Brasileiro | Melhor Ator                          | Chico Diaz                                                 | Indicado  |
| 1998 | Prêmio Guarani de Cinema Brasileiro | Melhor Atriz Coadjuvante             | Maria Padilha                                              | Indicado  |
| 1998 | Prêmio Guarani de Cinema Brasileiro | Melhor Roteiro                       | Marçal Aquino, Fernando Bonassi, Beto Brant e Victor Navas | Indicado  |
| 1998 | Cine PE - Festival do Audiovisual   | Melhor Ator em Longa-metragem        | Chico Diaz                                                 | Venceu    |